# Él
Él (título original en inglés: He) es una historia corta de 1925 del escritor estadounidense de terror H. P. Lovecraft.

## Elaboración y publicación
Escrita en agosto de 1925, fue publicada originalmente en la edición de septiembre de 1926 de la revista Weird Tales y luego reeditada por Arkham House en la antología de 1939 The Outsider and Others.
Él está inspirado en el desagrado que experimentó Lovecraft al mudarse a Nueva York en marzo de 1924 tras su matrimonio de corta duración con Sonia Greene. Regresó a Providence, Rhode Island, en abril de 1926, después de haber desarrollado una profunda aversión a la ciudad. Se cree que los párrafos iniciales de Él son en gran parte autobiográficos, expresando los propios sentimientos de Lovecraft sobre Nueva York. El disgusto de Lovecraft por Nueva York se debió en gran parte a sus actitudes racistas, que también se reflejan en el narrador de Él.

## Argumento
Él relata la historia de un hombre de Nueva Inglaterra que se muda a la ciudad de Nueva York, lamentándolo enormemente.
Una noche, mientras deambula por una parte histórica de Greenwich Village, se encuentra con un hombre vestido con prendas del siglo XVIII, quien se ofrece a revelarle los secretos de la ciudad.
El hombre cuenta la historia de un escudero del siglo XVIII que negoció con los nativos americanos los secretos de sus rituales, relacionados con el tiempo y el espacio. Tras aprenderlos, el escudero asesinó a los nativos, de manera tal que solo él estuviese en posesión de aquellos secretos.
El hombre le enseña al narrador una serie de visiones sobre el pasado y el futuro, tan aterradoras que los gritos de aquel finalmente despiertan a los espíritus de los nativos americanos para vengarse de él. Todo parece indicar que el misterioso hombre es el escudero, que de algún modo se ha mantenido con vida desde 1768.